# Verkehrsverbund Großraum Ingolstadt

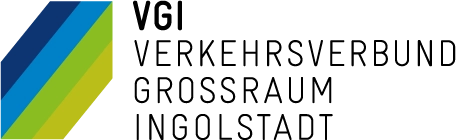
Logo Verkehrsverbund Großraum Ingolstadt

Der Verkehrsverbund Großraum Ingolstadt (VGI) ist ein Verkehrsverbund für den Bahn- & Busverkehr in der Region Ingolstadt. Er wurde im September 2018 gegründet und umfasst die Stadt Ingolstadt, den Landkreis Eichstätt, den Landkreis Pfaffenhofen an der Ilm und den Landkreis Neuburg-Schrobenhausen.
In den drei Landkreisen gilt ein einheitlicher, gemeinsamer Tarif.
Der Tarif hat die Bezeichnung VGI-Tarif.
Der dazugehörige Zweckverband zum VGI besteht aus den drei Landkreisen Eichstätt, Neuburg/Schrobenhausen und Pfaffenhofen sowie der Stadt Ingolstadt.

## Beteiligte Verkehrsunternehmen
Im Tarifgebiet der VGI sind folgende Verkehrsunternehmer tätig:
- agilis Verkehrsgesellschaft mbH & Co. KG
- Bayerische Regiobahn GmbH (BRB)
- DB Regio AG, Region Bayern
- Omnibus Amann e.K.
- Oswald Buchberger Omnibus- und Mietwagen GmbH
- Regionalbus Ostbayern GmbH (RBO)
- Eibl mobil
- ELKO-Tours GmbH
- Hengl Reisen e.K.
- Jägle GmbH
- Omnibusunternehmen Albert Lankl
- RBA – Regionalbus Augsburg GmbH
- Sandner Bus GmbH
- Josef Schwaiger Omnibusunternehmen
- Alois Seitz Omnibusunternehmen GmbH
- Sillner Bus GmbH
- Josef Spangler oHG
- Ingolstädter Verkehrsgesellschaft mbH (INVG)
  - Stadtbus Ingolstadt GmbH
- Stadtwerke Eichstätt
- Stanglmeier Reise & Bustouristik GmbH & Co. KG
- Stadtbus Pfaffenhofen an der Ilm
- Reisebüro Stempfl Verkehrsgesellschaft mbH
- Zinsmeister Omnibus- u. Gütertransportunternehmen